# لوم

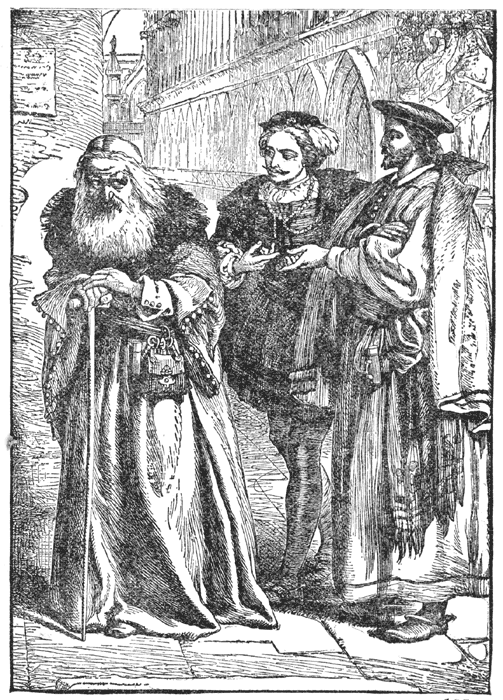
اللوم هو عمل من أعمال الانتقاد وتحميل الآخرين المسؤولية وإصدار بيانات سلبية حول فرد أو مجموعة تكون تصرفاتهم غير مسؤولة اجتماعيًا أو أخلاقيًا

اللوم هو عمل من أعمال الانتقاد وتحميل الآخرين المسؤولية وإصدار بيانات سلبية حول فرد أو مجموعة تكون تصرفاتهم غير مسؤولة اجتماعيًا أو أخلاقيًا، وهو عكس الثناء. عندما يكون شخص ما مسؤولا أخلاقيا عن فعل شيء ما خطأ فإن هذا الفعل يستحق اللوم. وعلى النقيض من ذلك، عندما يكون شخص ما مسؤول أخلاقيًا عن فعل شيء ما صحيح، فيمكننا أن نقول أن تصرفه يستحق الثناء. وهناك معانٍ أخرى للثناء واللوم ليست وثيقة الصلة بالموضوع أخلاقيًا. فقد يثني المرء على ذوق حُسن ثياب شخص ما، ويلوم الطقس على تراجع المحصول.

## علم الاجتماع وعلم النفس
إننا نقوم باستمرار بإصدار أحكام بوعي ودون وعي عن أشخاص آخرين. وقد يكون أساس حكمنا على الآخرين متأصلاً جزئيًا وسلبيًا وقاسيًا على نحو يشير إلى الشعور بالعظمة إلى حد ما.
وإلقاء اللوم هو أيضًا وسيلة للانتقاص من القدر. والنتيجة النهائية هي شعور الشخص الذي يقوم بإلقاء اللوم بالأفضلية. ويُنظر إلى آخرين على اعتبار أنهم أقل استحقاقًا بالاهتمام بما يجعل الشخص الذي يقوم بإلقاء اللوم «مثاليًا». وإلقاء اللوم يعني احتقار الشخص الآخر من خلال التأكيد على عيوبه.

### اللوم الذاتي
يشعر ضحايا التلاعب وسوء الاستخدام في كثير من الأحيان بالمسؤولية عن التسبب في المشاعر السلبية في الشخص المتلاعب/المتعسف تجاههم وما ينتج عن ذلك من الشعور بالقلق داخلهم. وغالبًا ما يصبح هذا اللوم الذاتي إحدى السمات الرئيسية لحالة الضحية.
وتقع الضحية في شرك صورة الذات المتمثلة في الوقوع ضحية. وينطوي الملف النفسي للوقوع ضحية على شعور سائد بالعجز والسلبية وفقد السيطرة والتشاؤم والتفكير السلبي وشعور قوي بالذنب والخزي والندم واللوم الذاتي والاكتئاب. ويمكن أن تؤدي هذه الطريقة من التفكير إلى الشعور باليأس والقنوط.
وهناك نوعان رئيسيان من اللوم الذاتي:
- اللوم الذاتي السلوكي – لوم غير مستحق قائم على التصرفات. يشعر الضحايا الذين يعانون من لوم ذاتي سلوكي بأنه كان يتعين عليهم القيام بشيء ما مختلف، وبالتالي يشعرون بأنهم مذنبون.
- اللوم الذاتي المرتبط بخصائص الشخصية – لوم غير مستحق قائم على الشخصية. ويشعر الضحايا الذين يعانون من لوم ذاتي مرتبط بخصائص الشخصية بأنه يوجد شيء ما خطأ يلازمهم والذي تسبب في جعلهم يستحقون الانتقاد.

ويرتبط اللوم الذاتي السلوكي بالشعور بالذنب داخل نفس الضحية. وفي حين أن الاعتقاد بأن المرء كان لديه سيطرة على نفسه أثناء التعرض لسوء المعاملة (تحكم سابق) يرتبط بضائقة نفسية أكبر، فإن الاعتقاد بأن المرء لديه تحكم أكبر خلال عملية التعافي (التحكم الحالي) يرتبط بشعور أقل من الضيق والامتناع وإعادة معالجة معرفية أكبر.
ووجد الباحثون أن الردود التي تنطوي على مشورة مفيدة في تقليل اللوم الذاتي هي الردود الداعمة والردود التربوية النفسية (التعلم عن متلازمة صدمة الاغتصاب على سبيل المثال) وتلك الردود التي تتناول مسألة اللوم. ومن أنواع العلاج المفيدة للوم الذاتي إعادة الهيكلة المعرفية أو العلاج السلوكي المعرفي. وإعادة المعالجة المعرفية هي عملية أخذ الحقائق وتكوين استنتاج منطقي منها يكون أقل تأثيرًا بالشعور بالخزي أو الذنب.

### لوم الضحية
لوم الضحية هو تحميل ضحايا جريمة أو حادث أو أي نوع من سوء المعاملة التعسفي المسؤولية كليًا أو جزئيًا عن الحادث الذي وقع في حياتهم.

### تحويل اللوم
يمكن أن يؤدي إلقاء اللوم على الآخرين إلى «إلقاء اللوم الهرمي» الذي يقوم فيه الأفراد في تسلسل هرمي بإلقاء اللوم على مرؤوسيهم المباشرين الذين يقومون بدورهم بإلقاء اللوم على من هم أقل منهم في التسلسل الهرمي حتى يصل اللوم إلى أدنى درجة. وأظهرت دراسة تجريبية أجريت عام 2009 أن إلقاء اللوم يمكن أن يكون معديًا حتى بالنسبة للمتفرجين غير المشاركين.

### كأسلوب دعاية
يرتبط اللوم ارتباطًا وثيقًا بنظرية الوصم، حيث إنه عندما يقوم الفاعلون المقصودون بادعاء إلقاء اللوم باستمرار على أحد الأفراد عن سمات نفسية غير موجودة وعن متغيرات غير موجودة، فإن الفاعلين يهدفون من ذلك إلى الحث على الشعور بالذنب على مستوى اللاوعي. وهو تكتيك دعائي، أن تستخدم سلوكيات متكررة لإلقاء اللوم والتلميحات والغلو من أجل إلصاق حالة سلبية بأشخاص عاديين. وعندما يتم إلقاء اللوم بشكل احتيالي على أشخاص أبرياء عن حالات نفسية غير موجودة وسلوكيات غير موجودة، ولا يوجد انحراف يستدعي إلقاء اللوم على السلوكيات، فإن الهدف يكون إيجاد تقييم سلبي لأشخاص أبرياء للحث على الخوف، وذلك باستخدام الترويج بالخوف. وتم استخدام اللوم في شكل الشيطنة من قِبل حكومات لعدة قرون للتأثير على المفاهيم العامة للعديد من الحكومات الأخرى، للحث على مشاعر القومية لدى الجمهور. ويمكن استخدام اللوم لتجسيد أشخاص أو مجموعات أو أمم وهو ما يمكن أن يؤثر عادة سلبًا على المستهدفين من الدعاية. إن اللوم يُستخدم كأسلوب اجتماعي للتحكم.

### في المؤسسات
رأى بعض واضعي نظريات الأنظمة واستشاريي الإدارة، مثل جيرالد واينبرغ، أن تدفق اللوم في المؤسسة كان في حد ذاته أحد أهم مؤشرات متانة وسلامة هذه المؤسسة. وقال واينبرغ إن تدفق اللوم إلى أعلى في تسلسل هرمي أثبت أن الرؤساء كانوا على استعداد لتولي المسؤولية عن أوامرهم لمرؤوسيهم وتزويدهم بالموارد اللازمة للقيام بوظائفهم. ولكن تدفق اللوم إلى أسفل في التسلسل الهرم، من الإدارة إلى الموظفين، أو أفقيًا بين المهنيين، كان من علامات فشل المؤسسة. وفي ثقافة اللوم، يتم استبدال حل المشكلات بتجنب اللوم. ويؤكد واينبرغ على أن اللوم الصادر من الرؤساء يولد «الخوف والشعور بالضيق والأخطاء والحوادث وردودًا سلبية-عدوانية من المرؤوسين»، مع شعور أولئك المرؤوسين بالعجز وانعدام السلامة العاطفية.
وجرى اعتبار ثقافة عدم اللوم على نطاق واسع على أنها وسيلة لزيادة السلامة، لا سيما في المناطق التي يُعتبر فيها الخطأ البشري المحتمل هامًا، على سبيل المثال في المستشفيات والطيران. جنبًا إلى جنب مع الأسئلة المتعلقة بالمساءلة، تم إدراج هذا أيضًا تحت مفهوم إنشاء ثقافة العدل.